# Rick Mirer
Richard Franklin Mirer (Goshen, 19 marzo 1970) è un ex giocatore di football americano statunitense che ha giocato nel ruolo di quarterback per dodici stagioni nella National Football League (NFL). Fu la seconda scelta assoluta del Draft NFL 1993 da parte dei Seattle Seahawks. Al college ha giocato a football all’Università di Notre Dame.

## Carriera professionistica
Mirer fu scelto come secondo assoluto nel Draft NFL 1993 dai Seattle Seahawks con cui firmò un contratto quinquennale del valore di 15 milioni di dollari. Nella sua stagione da rookie sotto la gestione dell'allenatore Tom Flores, Mirer stabilì i record di tutti i tempi per un rookie in passaggi tentati, completati e yard passate, divenendo solamente il terzo quarterback al debutto dal 1970 a giocare come titolare tutte le partite della sua squadra. Egli terminò la sua prima annata classificandosi al quinto posto nella AFC con 274 passaggi completati e 2.833 yard. Si classificò inoltre al secondo posto nel premio di miglior rookie offensivo dell'anno, dietro l'ex compagno di squadra a Notre Dame, Jerome Bettis. I suoi record da rookie furono in seguito superati da Peyton Manning nel 1998.
Il 18 febbraio 1997 Mirer fu scambiato coi Chicago Bears in cambio di una scelta del quarto giro del Draft NFL 1997. Mirer firmò un contratto triennale del valore di 11,4 milioni di dollari coi Bears, ma giocò solamente sette partite, tre come titolare, nella stagione 1997.
Mirer chiese di essere svincolato dai Bears all'inizio della stagione 1998, passando ai Green Bay Packers, che in seguito lo scambiarono coi New York Jets nel 1999, dove sostituì l'infortunato Vinny Testaverde come titolare dei Jets. Dopo aver vinto solamente due partite come titolare fu messo in panchina in favore di Ray Lucas. Nel 2001 Rick firmò coi San Francisco 49ers per competere con Jeff Garcia. Nel 2002, Mirer divenne il terzo quarterback degli Oakland Raiders, divenendo titolare per parte della stagione 2003. Nel 2004. Mirer disputò la sua ultima stagione coi Detroit Lions, senza mai scendere in campo.

## Palmarès
- PFWA All-Rookie Team - 1993